# إفطار المريض
إفطار المريض نوع من الإفطار في رمضان، يعد من رخص الصوم في الإسلام. وقد ذكر في القرآن حكم المريض ضمن آيات أحكام الصيام، مقرونا بصوم المسافر، حيث أن صوم شهر رمضان مفروض على المكلف، لكن يجوز للمريض والمسافر الإفطار في رمضان، وفق شروط مخصوصة، وعليهما قضاء الصوم. ويجوز للمريض الإفطار، إن شق عليه الصيام، وقد يتوجب عليه، إن تضرر بالصوم.

## إفطار المريض
إفطار المريض رخصة من الله تعالى، فللمريض أن يفطر مترخصا برخصة الله له، وعليه القضاء. ومن كان مريضا أو على سفر في شهر رمضان فأفطر؛ فقد أخذ برخصة الله تعالى، وعليه القضاء بصيام عدة الأيام التي أفطرها، من أيام أخر غير أيام شهر رمضان.

## المرض الذي يبيح الفطر
ذكر علماء التفسير في المرض المبيح للفطر ثلاثة أقول:
1. أن ما يطلق عليه اسم المرض يبيح الفطر.
2. هو المرض الشديد الذي تجوز معه الصلاة قاعدا.
3. هو المرض يخاف معه من الصوم زيادة علة غير محتملة

وقد ذكرها الطبري في تفسيره كما يلي:
1. هو المرض الذي لا يطيق صاحبه معه القيام لصلاته.

إذا جهده الصوم، ولم يستطع أن يصلي الفرائض كما أمر.
رواه ابن جرير عن الحسن، وإبراهيم النخعي.
1. هو كل مرض كان الأغلب من أمر صاحبه بالصوم الزيادة في علته زيادة غير محتملة. وذلك هو قول محمد بن إدريس الشافعي، حدثنا بذلك عنه الربيع.
2. قال آخرون: وهو كل مرض يسمى مرضا.[1]

قال البغوي: فذهب أهل الظاهر إلى أن ما يطلق عليه اسم المرض يبيح الفطر وهو قول ابن سيرين. قال طريف بن تمام العطاردي دخلت على محمد بن سيرين في رمضان وهو يأكل فقال إنه وجعت أصبعي هذه. وقال الحسن وإبراهيم النخعي هو المرض الذي تجوز معه الصلاة قاعدا. وذهب الأكثرون إلى أنه مرض يخاف معه من الصوم زيادة علة غير محتملة وفي الجملة أنه إذا أجهده الصوم أفطر وإن لم يجهده فهو كالصحيح.
ورجح أكثر أهل العلم أن المرض المبيح للفطر هو: ما يجهد الصائم جهدا لا يحتمل معه الصوم، أما المرض الخفيف؛ فلا يبيح الفطر. قال الطبري:
«قال أبو جعفر: والصواب من القول في ذلك عندنا أن المرض الذي أذن الله تعالى ذكره بالإفطار معه في شهر رمضان، من كان الصوم جاهده جهدا غير محتمل، فكل من كان كذلك فله الإفطار وقضاء عدة من أيام أخر. وذلك أنه إذا بلغ ذلك الأمر، فإن لم يكن مأذونا له في الإفطار فقد كلف عسرا، ومنع يسرا، وذلك غير الذي أخبر الله أنه أراده بخلقه بقوله: "يريد الله بكم اليسر ولا يريد بكم العسر". وأما من كان الصوم غير جاهده، فهو بمعنى الصحيح الذي يطيق الصوم، فعليه أداء فرضه.»